# 秋田やまもと農業協同組合
秋田やまもと農業協同組合（あきたやまもとのうぎょうきょうどうくみあい）は、秋田県山本郡三種町に本店を置く農業協同組合。愛称はJA秋田やまもと。

## 概要
山本郡三種町と八峰町を営業エリアとし、能代市を挟んで飛び地統合して発足した広域JAである。当初、能代山本地区の8農協で広域合併の計画を進めていたが、財務問題が持ち上がり山本町、八竜町、琴丘町、八森町、峰浜村の5農協は合併への参加を見送った。このため残りの3農協は、JA秋田やまもとに先んじて、1998年11月1日にあきた白神農業協同組合（JAあきた白神）として発足している。
2009年、秋田県農業協同組合中央会からJAあきた白神（あるいは、あきた北央、鷹巣町、あきた北、かづのも含めた統合）との合併が叩き台として提示された。これに則り、JAあきた白神との間で2015年に合併研究会、2017年に合併推進協議会を発足させたが、協議はまとまらず、2018年4月としていた合併時期を延期した。結局、2019年9月に開いた合併推進協議会の常任委員会で合併後の具体的な経営方針が固まらない状況が長引き、「いたずらに時間をかけるべきではない」として、協議会の解散を了承。合併協議は打ち切りとなった。
2007年3月にはJAとして全国で初めてのコンビニ「JAンビニANN・AN」を三種町にオープンした。

## 沿革
- 1999年1月1日 - 山本郡の5JAの合併により、琴丘町農業協同組合が秋田やまもと農業協同組合に改称。
- 2012年3月 - 鵜川支店を八竜支店に統合（同時に、八竜支店は鵜川支店跡地に移転）。また、八森支店を峰浜支店に統合し、八峰支店（峰浜支店を改称）となった。
- 2022年1月17日 - 山本支店と八竜支店を本店金融部（琴丘支店勘定）に統合。